# Liste der Biografien/Langt
Liste der Biografien |
Portal Biografien |
Personensuche
# |
A |
B |
C |
D |
E |
F |
G |
H |
I |
J |
K |
L |
M |
N |
O |
P |
Q |
R |
S |
T |
U |
V |
W |
X |
Y |
Z |
?
 
La |
Lb |
Lc |
Le |
Lg |
Lh |
Li |
Lj |
Ll |
Lm |
Lo |
Lp |
Lt |
Lu |
Lv |
Lw |
Lx |
Ly |
Lz
 
Laa |
Lab |
Lac |
Lad |
Lae–Lah |
Lai |
Laj |
Lak |
Lal |
Lam |
Lan |
Lao |
Lap |
Laq |
Lar |
Las |
Lat |
Lau |
Lav |
Law |
Lax |
Lay |
Laz
 
Lana |
Lanc |
Land |
Lane |
Lanf |
Lang |
Lanh |
Lani |
Lanj |
Lank |
Lanl |
Lanm |
Lann |
Lano |
Lanp |
Lanq |
Lanr |
Lans |
Lant |
Lanu |
Lanv |
Lanw |
Lanx |
Lany |
Lanz
 
Langa |
Langb |
Langd |
Lange |
Langf |
Langg |
Langh |
Langi |
Langj |
Langk |
Langl |
Langm |
Langn |
Lango |
Langr |
Langs |
Langt |
Langu |
Langv |
Langw 
Die Liste der Biografien führt alle Personen auf, die in der deutschsprachigen Wikipedia einen Artikel haben. Dieses ist eine Teilliste mit 18 Einträgen von Personen, deren Namen mit den Buchstaben „Langt“ beginnt.

## Langt

### Langth
- Langthaler, Ernst (* 1965), österreichischer Historiker
- Langthaler, Franz (* 1964), österreichischer Gewichtheber
- Langthaler, Friedrich (1893–1949), österreichischer Politiker (CSP, ÖVP), Mitglied des Bundesrates
- Langthaler, Monika (* 1965), österreichische Ökologin und Politikerin (Grüne), Abgeordnete zum Nationalrat
- Langthaler, Rudolf (* 1953), österreichischer Philosoph und Theologe, Hochschullehrer

### Langto
- Langton, Bobby (1918–1996), englischer Fußballspieler
- Langton, Brooke (* 1970), US-amerikanische Schauspielerin
- Langton, Christopher (* 1949), theoretischer Biologe und ein Mitbegründer der Forschungsdisziplin des Artificial Life
- Langton, David (1912–1994), britischer Schauspieler
- Langton, Paul (1913–1980), US-amerikanischer Schauspieler
- Langton, Simon († 1248), englischer Geistlicher und Diplomat
- Langton, Simon (* 1941), britischer Regisseur
- Langton, Stephen († 1228), englischer Theologe
- Langton, Steven (* 1983), US-amerikanischer Bobsportler
- Langton, Thomas († 1501), englischer Priester
- Langton, Walter († 1321), englischer Geistlicher und Beamter

### Langtr
- Langtry, Albert P. (1860–1939), US-amerikanischer Politiker (Republikanische Partei), Secretary of the Commonwealth von Massachusetts
- Langtry, Lillie (1853–1929), britische Schauspielerin, Kurtisane und Mätresse von König Eduard VII. von GroßbritannienLillie Langtry (1853–1929)

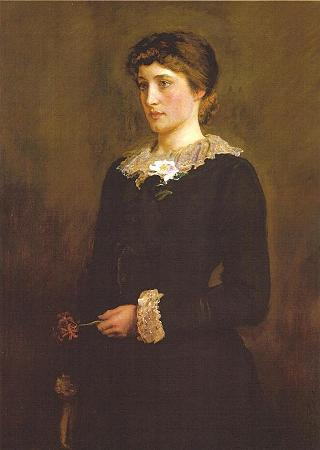
Lillie Langtry (1853–1929)